# Siciònia
La Siciònia (grec antic: Σικυώνιον) era el territori de l'antiga ciutat de Sició, situada al golf de Corint.
Era un territori petit, poc més que la vall del riu Asop. Aquest riu s'originava en una vall estreta entre muntanyes, però prop de la mar s'obria i originava una plana que s'anomenava Asòpia (Ἀσωπία), segons Estrabó i Pausànies. Aquesta plana era coneguda per la seva fertilitat, i de preferència conreava l'oliver. Era famosa la Sicyonia bacca, l'oliva de Sició, que Virgili canta a Les Geòrgiques. Les seves aigües oferien una pesca abundant.
El territori estava separat del territori de Corint a l'est pel riu Nèmea, i pel territori de la ciutat de Pel·lene a l'oest pel riu Sitas; al sud limitava amb els territoris de Fliunt i Cleones. En algun moment a partir del segle i va ampliar el seu espai i es va estendre fins a Gonoessa, a l'oest del Sitas, segons descriu Pausànies.
A seixanta estadis al sud de Sició hi havia la ciutat de Titànios, la més important de les ciutats del territori després de la capital. Quaranta estadis més enllà de Titànios hi havia la ciutat de Fliünt, unida per un camí massa estret pel pas dels carruatges i no era la via directa de Sició a Fliünt, que passava resseguint la vall del riu Asop. Entre les dues carreteres, i a una distància de 20 estadis de Sició, hi havia un bosc sagrat amb un temple dedicat a les Eumènides. Dins del territori hi havia també diverses fortaleses que el defensaven.